# La Piste des éléphants
Pour plus de détails, voir Fiche technique et Distribution.
La Piste des éléphants (titre original : Elephant Walk) est un film américain réalisé par William Dieterle, sorti en 1954.

## Synopsis
John Wiley, un riche planteur de thé de Ceylan, épouse Ruth (prénommée Rita dans la version doublée en français) lors d'un voyage en Angleterre. Après leur voyage de noces, la jeune femme arrive dans son nouveau domaine avec son mari, un nouvel univers loin de chez elle. Entourée de domestiques et d'un majordome plutôt hostile, elle doit apprendre les codes inhérents à sa nouvelle fonction de maîtresse de maison. Les éléphants des environs rôdent autour de la bâtisse. Ruth apprend que la propriété est construite sur la piste que ceux-ci empruntaient pour aller s'abreuver et s’aperçoit également que la mémoire de son défunt beau-père hante la plantation.

## Fiche technique
- Titre : La Piste des éléphants
- Titre original : Elephant Walk
- Réalisation : William Dieterle, assisté d'Alvin Ganzer
- Scénario : John Lee Mahin d'après le roman Elephant Walk de Digby George Gerahty, alias Robert Standish (en), paru en 1948
- Production : Irving Asher
- Société de production et de distribution : Paramount Pictures
- Studio de doublage : Franstudio
- Direction artistique VF : Isy Pront & André Gerbel
- Adaptation VF : Charles Vinci
- Photographie : Loyal Griggs
- Montage : George Tomasini
- Musique : Franz Waxman
- Direction artistique : J. McMillan Johnson et Hal Pereira
- Décorateur de plateau : Sam Comer et Grace Gregory
- Costumes : Edith Head
- Pays d'origine : États-Unis
- Format : Couleur Technicolor - Son : Mono (Western Electric Recording) - Ratio : 1,37:1 VistaVision
- Genre : Film d'aventure
- Durée : 103 minutes
- Principaux lieux de tournages: 
  - Hantana Estate (extérieurs), Kandy (Ceylan)[2]
  - Paramount Studios (intérieurs), Los Angeles (États-Unis)[3]
- Dates de sortie :
  - États-Unis : 21 avril 1954
  - France : 8 décembre 1954

## Distribution
- Elizabeth Taylor (VF : Nelly Benedetti) : Ruth (Rita) Wiley
- Dana Andrews (VF : Lucien Bryonne) : Dick Carver
- Peter Finch (VF : Roger Rudel) : John Wiley
- Abraham Sofaer (VF : Henry Valbel) : Appuhamy
- Abner Biberman (VF : Raymond Rognoni) : Dr Pereira
- Noel Drayton (VF : Jean Mauclair) : Planteur Atkinson
- Jack Raine (VF : Christian Argentin) : Norbert
- Rosalind Ivan (VF : Henriette Marion) : Mme Lakin
- Barry Bernard (VF : Émile Duard) : Planteur Strawson
- Philip Tonge (VF : Richard Francœur) : Planteur John Ralph
- Victor Millan : Koru

## Autour du film
À l'origine, l'actrice qui incarna le personnage de Ruth fut la Britannique Vivien Leigh. Elle se rendit à Ceylan et débuta le tournage par les scènes en extérieur. Le tournage à Ceylan dura quatre semaines à partir de février 1953. Le comportement de l'actrice devint instable. Elle ne put poursuivre la suite du tournage dans les studios de la Paramount à Hollywood et en raison d'une grave dépression mentale, dut rentrer en Angleterre. Elizabeth Taylor, de 19 ans plus jeune qu'elle, fut choisie pour la remplacer. Ne pouvant tourner à nouveau les scènes en extérieurs à Ceylan, la production décida de conserver celles où Vivien Leigh n'était pas identifiable et de refilmer avec Taylor les plans plus rapprochés en studio, en utilisant un rétroprojecteur pour les paysages. Elizabeth Taylor put ainsi jouer le premier rôle féminin sans avoir eu à se déplacer à Ceylan.